# Willmar (Minnesota)
Willmar – miasto w Stanach Zjednoczonych, w stanie Minnesota, w hrabstwie Kandiyohi. Według spisu w 2020 roku liczy 21 tys. mieszkańców. 

## Współpraca
Miejscowość partnerska:
- Frameries, Belgia